# X-Crise
Il Groupe X-Crise (o X-Crise) fu un circolo francese di riflessioni e dibattiti sull'economia creato nell'autunno 1931 in seguito alla crisi mondiale legata al crollo di Wall Street del 1929. Nel 1933 venne trasformato in Centre polytechnicien d'études économiques.
X-Crise fu fondato da Gérard Bardet e André Loizillon; tra i suoi membri vi furono Raymond Abellio, Louis Vallon, Jean Coutrot, Jules Moch e Alfred Sauvy, che, in qualità di capo dell'istituto demografico INED coniò, dopo la Seconda guerra mondiale il termine «Terzo mondo».
Formato da ex-studenti dell'École polytechnique (soprannominata "X"), propugnava una pianificazione economica in opposizione all'ideologia, all'epoca dominante, del liberalismo che, si sosteneva, avesse fallito. Viene inoltre considerato un movimento tecnocratico. Le loro idee non sarebbero state messe in pratica fino all'era di Vichy, quando molti tecnocrati colsero l'occasione per ricostruire la Francia. Tuttavia, la Seconda guerra mondiale divise i componenti del gruppo, giacché alcuni di loro (Jules Moch, Louis Vallon) presero parte alla Resistenza e si opposero al regime di Vichy, partecipando anche all'amministrazione  post-bellica; altri, invece si impegnarono nella collaborazione (Raymond Abellio, Jean Coutrot).
Non fu dunque soltanto un gruppo di allievi dell'École polytechnique, giacché X-Crise organizzò anche riunioni pubbliche accogliendo personalità che non facevano parte dell'École. Il gruppo funse anche da luogo d'incontro fra tecnici impegnati e personalità politiche e intellettuali.